# Nhảy cầu tại Thế vận hội Mùa hè 2016
Bản mẫu:Nhảy cầu tại Thế vận hội Mùa hè 2016
Nhảy cầu tại Thế vận hội Mùa hè 2016 ở Rio de Janeiro diễn ra từ ngày 7 tới 20 tháng Tám tại Trung tâm thể thao dưới nước Maria Lenk ở Barra da Tijuca. Đây là một trong bốn môn thể thao dưới nước tại Thế vận hội bên cạnh bơi, bóng nước và bơi nghệ thuật.
Thế vận hội 2016 có tám nội dung (danh cho cả nam và nữ): 3m cầu mềm, 3m cầu mềm cứng, 10m cầu cứng, và 10m cầu cứng đôi.
Có 136 vận động viên tham dự. Tất cả các vận động viên ít nhất phải 14 tuổi tức sinh trước ngày 1 tháng 1 năm 2003.
Vào thứ ba ngày 9 tháng Tám nước ở khu vực nhảy cầu chuyển sang màu xanh lá cây, ban đầu được cho là do sức nóng và tình trạng thiếu gió. Tuy nhiên vào thời điểm đó một phóng viên ảnh của CNN đã chụp một bức ảnh mà hồ liền kề lại không phải màu xanh lá cây. Các quan chức Olympic sau đó xác nhận rằng sự thay đổi về màu sắc là do 160 lít hydro peroxid đã bị bổ sung nhầm vào hồ bơi trong quá trình làm sạch.

## Vòng loại

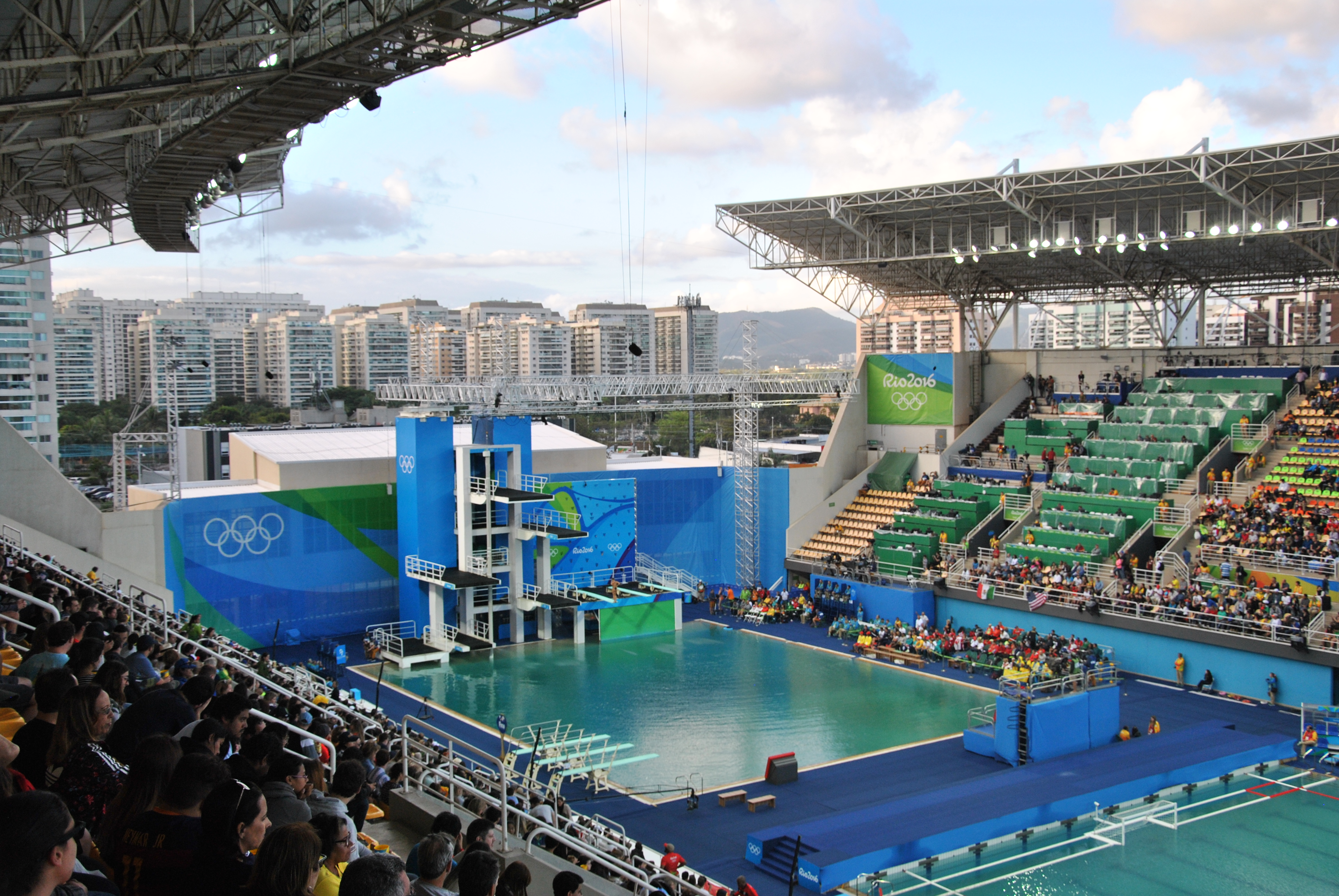
Khu vực nhảy cầu của Trung tâm thể thao dưới nước Maria Lenk trong thời gian diễn ra Thế vận hội 2016.

Nước bị chuyển sang màu xanh lá cây

Mỗi quốc gia không có quá 16 vận động viên tham dự (tối đa là 8 nam 8 nữ) và có thể có hai vận động viên tại nội dung đơn và một đôi ở nội dung nhảy đồng bộ đôi.
Đối với nội dung cá nhân, các suất vượt qua vòng loại:
- 12 vận động viên xếp đầu tại mỗi nội dung của Giải vô địch thế giới 2015,
- năm nhà vô địch châu lục ở mỗi nội dung, và
- 18 vận động viên lọt vào bán kết FINA Diving World Cup 2016.

Đối với nội dung đôi, các suất vượt qua vòng loại:
- top 3 mỗi nội dung tại Giải vô địch thế giới 2015,
- top 4 mỗi nội dung tại World Cup 2016, và
- nước chủ nhà (Brasil).[3]

Ghi chú: Các suất vòng loại dành cho các quốc gia – không gắn với cá nhân vận động viên giành được vị trí tại vòng loại. Tuy nhiên một cá nhân chỉ giành được một suất cho quốc gia.

## Quốc gia tham dự
136 vận động viên từ 29 quốc gia tham dự Nhảy cầu tại Thế vận hội Mùa hè 2016:
| - Úc (9) - Áo (1) - Belarus (2) - Brasil (9) - Canada (7) - Trung Quốc (13) - Colombia (4) - Croatia (1) | - Ai Cập (4) - Pháp (3) - Anh Quốc (11) - Đức (8) - Hungary (1) - Ireland (1) - Ý (8) | - Jamaica (1) - Nhật Bản (3) - Malaysia (6) - México (9) - Hà Lan (1) - New Zealand (1) - CHDCND Triều Tiên (3) | - Puerto Rico (1) - Nga (8) - Nam Phi (1) - Hàn Quốc (1) - Ukraina (7) - Hoa Kỳ (10) - Venezuela (2) |

## Lịch thi đấu
Tất cả thời gian tính theo Giờ Brasília (UTC-3)
| Ngày                  | Giờ         | Nội dung                     |
| --------------------- | ----------- | ---------------------------- |
| Chủ Nhật 7 tháng Tám  | 16:00–17:15 | 3m cầu mềm đôi nữ            |
| Thứ Hai 8 tháng Tám   | 16:00–17:15 | 10m cầu cứng đôi nam         |
| Thứ Ba 9 tháng Tám    | 16:00–17:15 | 10m cầu cứng đôi nữ          |
| Thứ Tư 10 tháng Tám   | 16:00–17:15 | 3m cầu mềm đôi nam           |
| Thứ Sáu 12 tháng Tám  | 15:30–18:30 | 3m cầu mềm nữ (Vòng loại)    |
| Thứ Bảy 13 tháng Tám  | 16:00–17:40 | 3m cầu mềm nữ (Bán kết)      |
| Chủ Nhật 14 tháng Tám | 16:00–17:30 | 3m cầu mềm nữ (Chung kết)    |
| Thứ Hai 15 tháng Tám  | 15:15–18:45 | 3m cầu mềm nam (Vòng loại)   |
| Thứ Ba 16 tháng Tám   | 10:00–11:50 | 3m cầu mềm nam (Bán kết)     |
| Thứ Ba 16 tháng Tám   | 18:00–20:10 | 3m cầu mềm nam (Chung kết)   |
| Thứ Tư 17 tháng Tám   | 15:00–18:10 | 10m cầu cứng nữ (Vòng loại)  |
| Thứ Năm 18 tháng Tám  | 10:00–11:30 | 10m cầu cứng nữ (Bán kết)    |
| Thứ Năm 18 tháng Tám  | 16:00–17:30 | 10m cầu cứng nữ (Chung kết)  |
| Thứ Sáu 19 tháng Tám  | 16:00–19:10 | 10m cầu cứng nam (Vòng loại) |
| Thứ Bảy 20 tháng Tám  | 11:00–12:50 | 10m cầu cứng nam (Bán kết)   |
| Thứ Bảy 20 tháng Tám  | 16:30–18:10 | 10m cầu cứng nam (Chung kết) |

## Huy chương

### Bảng xếp hạng huy chương
| 1    | Trung Quốc | 7 | 2 | 1 | 10 |
| 2    | Anh Quốc   | 1 | 1 | 1 | 3  |
| 3    | Hoa Kỳ     | 0 | 2 | 1 | 3  |
| 4    | Ý          | 0 | 1 | 1 | 2  |
| 5    | Malaysia   | 0 | 1 | 0 | 1  |
| 5    | México     | 0 | 1 | 0 | 0  |
| 7    | Canada     | 0 | 0 | 2 | 2  |
| 8    | Úc         | 0 | 0 | 1 | 1  |
| 8    | Đức        | 0 | 0 | 1 | 1  |
| Tổng | Tổng       | 8 | 8 | 8 | 24 |

### Nam
| Nội dung          | Vàng                                  | Bạc                                    | Đồng                                     |
| ----------------- | ------------------------------------- | -------------------------------------- | ---------------------------------------- |
| 3 m cầu mềm       | Tào Viên · Trung Quốc                 | Jack Laugher · Anh Quốc                | Patrick Hausding · Đức                   |
| 10 m cầu cứng     | Trần Ái Sơn · Trung Quốc              | German Sánchez · México                | David Boudia · Hoa Kỳ                    |
| 3 m cầu mềm đôi   | Chris Mears · Jack Laugher · Anh Quốc | Sam Dorman · Michael Hixon · Hoa Kỳ    | Tào Viên · Tần Khải · Trung Quốc         |
| 10 m cầu cứng đôi | Trần Ái San · Lâm Huệ · Trung Quốc    | David Boudia · Steele Johnson · Hoa Kỳ | Tom Daley · Daniel Goodfellow · Anh Quốc |

### Nữ
| Nội dung          | Vàng                                     | Bạc                                            | Đồng                                        |
| ----------------- | ---------------------------------------- | ---------------------------------------------- | ------------------------------------------- |
| 3 m cầu mềm       | Thi Đình Mao · Trung Quốc                | Hà Tử · Trung Quốc                             | Tania Cagnotto · Ý                          |
| 10 m cầu cứng     | Nhậm Tiền · Trung Quốc                   | Thi Nhã Khiết · Trung Quốc                     | Meaghan Benfeito · Canada                   |
| 3 m cầu mềm đôi   | Thi Đình Mao · Ngô Mẫn Hà · Trung Quốc   | Tania Cagnotto · Francesca Dallapé · Ý         | Maddison Keeney · Anabelle Smith · Úc       |
| 10 m cầu cứng đôi | Trần Nhược Lâm · Lưu Tuệ Hạ · Trung Quốc | Cheong Jun Hoong · Pandelela Rinong · Malaysia | Meaghan Benfeito · Roseline Filion · Canada |